# Clostridium propionicum
Clostridium propionicum è una specie di batterio appartenente alla famiglia delle Clostridiaceae.